# Kanton Boussières
Der Kanton Boussières war bis 2015 ein französischer Wahlkreis im Département Doubs und in der damaligen Region Franche-Comté. Er umfasste 20 Gemeinden im Arrondissement Besançon; sein Hauptort (frz.: chef-lieu) war Boussières. Die landesweiten Änderungen in der Zusammensetzung der Kantone brachten im März 2015 seine Auflösung. Vertreterin im conseil général des Départements war zuletzt von 2001 bis 2015 Annick Jacquemet.

## Gemeinden
| - Abbans-Dessous - Abbans-Dessus - Avanne-Aveney - Boussières - Busy - Byans-sur-Doubs - Grandfontaine - Larnod - Montferrand-le-Château - Osselle | - Pugey - Rancenay - Roset-Fluans - Routelle - Saint-Vit - Thoraise - Torpes - Velesmes-Essarts - Villars-Saint-Georges - Vorges-les-Pins |